# Ángeles de la Ciudad de México
Los Ángeles de Ciudad de México es un club de baloncesto profesional que participará en el Circuito de Baloncesto de la Costa del Pacífico con sede en Ciudad de México, México. 

## Historia
El 26 de septiembre de 2023 fue presentado oficialmente el equipo Ángeles de Ciudad de México que participará en la temporada 2024   de la Liga Chevron CIBACOPA.

## Gimnasio
Los Ángeles de Ciudad de México juegarán en el Gimnasio Olímpico Juan de la Barrera con una capacidad para 4,325 aficionados.

## Roster
| Ángeles de Ciudad de México Temporada 2025 |    |                           |                                 |
| C U E R P O T É C N I C O                  |    |                           |                                 |
| Entrenador                                 |    | Bandera de Bélgica        | Pascal Meurs                    |
| Asistente                                  |    | Bandera de Chipre         | D. Aristoteleus                 |
| J U G A D O R E S                          |    |                           |                                 |
| Base                                       | 1  | Bandera de Estados Unidos | Joshua Pierre-Louis (Baja)      |
| Base                                       | 1  | Bandera de Estados Unidos | Shykeim Phillips                |
| Alero                                      | 2  | Bandera de México         | Yahir Gael Bonilla Silva        |
| Escolta/Alero                              | 3  | Bandera de Estados Unidos | William Thomas Yoakum           |
| Base                                       | 4  | Bandera de Estados Unidos | Terrell Brown Jr.               |
| Base                                       | 5  | Bandera de Estados Unidos | Jeremy Michael Smith (Baja)     |
| Base                                       | 7  | Bandera de Estados Unidos | Davonta Issiah Jordan (Baja)    |
| Escolta                                    | 8  | Bandera de Estados Unidos | Jack Thomas Gohlke              |
| Base                                       | 9  | Bandera de México         | Diego Armando Willis Orozco     |
| Ala-pívot                                  | 10 | Bandera de Estados Unidos | Jacob Dalton Calloway           |
| Base                                       | 11 | Bandera de Estados Unidos | Kevin Simon Jr. (Baja)          |
| Ala-pívot                                  | 13 | Bandera de Canadá         | Adam Paige                      |
| Alero                                      | 16 | Bandera de Estados Unidos | Seth Christian LeDay            |
| Escolta/Alero                              | 22 | Bandera de México         | Dominick Dosué Martínez Ficachi |
| Ala-pívot                                  | 23 | Bandera de Estados Unidos | Airion Farad Simmons (Baja)     |
| Escolta                                    | 32 | Bandera de Estados Unidos | Jemerrio Jones (Baja)           |
| Alero                                      | 37 | Bandera de México         | Diego Andrés Carrera Pensado    |
| Pívot                                      | 44 | Bandera de Estados Unidos | Daytone Martell Jennings        |
| = Capitán                                  |    |                           |                                 |
| = Lesionado                                |    |                           |                                 |

 =  Cuenta con nacionalidad mexicana. 